# 경흥 어씨
경흥 어씨(慶興魚氏)는 함경북도 경흥군을 관향으로 하는 한국의 성씨이다. 명나라 상서시랑(尙書侍郞) 어석규(魚石奎)의 손자 어계복(魚繼福)이 명나라 상란(喪亂)을 피하여 조선 함경도 경흥(慶興)에 표착(漂着)하였다.

## 역사
경흥 어씨의 유래에는 두 가지 설이 있다.
- 조선 숙종 때 두만강 배 안에 수달피 옷을 입은 어린아이가 있었는데, 조선 숙종이 이를 보고 이상하게 여겨 어(魚)씨를 사성(賜姓)하였다고 한다.
- 명나라 상서시랑(尙書侍郞) 어석규(魚石奎)의 손자 어계복(魚繼福)이 명나라 상란(喪亂)을 피하여 조선 함경도 경흥(慶興)에 정착하여 어(魚)씨를 하사받았다고 한다.

## 본관
경흥은 함경북도 북동부에 있는 경흥군의 지명이다.
《사기(史記)》에 따르면, 옛날 이 지방에는 숙신(肅愼)·읍루(挹婁)·예맥(濊貊)·말갈(靺鞨)·부여(夫餘) 등 여러 부족 국가가 흥망하였고, 삼국 시대에는 고구려의 영역이었다.
668년 신라가 당나라와 연합하여 고구려를 멸망시킨 뒤 이 땅은 당나라의 지배하에 들어갔다. 699년 고구려 유민들이 발해를 세웠을 무렵에는 동경용원부(東京龍原府)에 속하게 되었다.
후삼국을 통일한 고려 건국 초기의 영역은 이곳에 미치지 못하였으며, 926년 거란이 발해를 멸망시킨 뒤에는 그 지배하에 있었다. 발해 멸망 당시 이에서 벗어난 일부 말갈족의 집단은 이를 여진이라 불렀으며, 1115년(예종 10) 금나라를 세워 거란을 멸망시켰고, 금나라는 1234년(고종 21) 원나라에 의하여 무너지고, 1368년(공민왕 17) 원나라는 명나라에 의하여 멸망되었으니, 이 지방은 몇 세기에 걸쳐 이들 여러 나라의 판도로 변천을 거듭하였다.
한편, 금나라가 멸망한 뒤 여진족은 백두산 후면에서 차차 남하하여 함경도 지방을 무대로 고려와 자주 충돌하였다. 그리고 고려가 아직 원나라의 지배하에 있을 때 이성계(李成桂)의 고조부 안사(安社)는 두만강 하구의 알동(斡東) 다루가치로서 여진을 다스렸고, 그 아들 행리(行里) 또한 천호(千戶)를 물려받았으며, 목조와 그 비의 능인 덕릉(德陵)과 안릉(安陵)은 지금의 경흥면 솔봉(松峯)기슭에 있었다. 원나라가 무너지고 명나라가 일어서자 고려는 두만강 하구 지방까지 그 세력을 확장하였으며, 이곳은 동북면(東北面 : 朔方道) 공주(孔州 : 匡州·楸城)가 되었다.
1398년(조선 태조 7) 동북면 도선무순찰사 정도전(鄭道傳)이 북방의 주·군·현을 분정할 때, 공주를 덕릉과 안릉이 있는 조기(肇基)의 땅이라 하여 이름을 경원이라 고치고 부(府)를 두었다. 그런데 1409년(태종 9) 읍치(邑治)를 고성에서 지금의 경원 용당 근처의 소다로(蘇多老) 책성으로 옮겼다. 이듬해 대안의 여진이 쳐들어왔기 때문에 부득이 민호를 경성으로 이동시켜 부를 이에 병치하는 동시에 덕릉과 안릉도 함경남도 신흥군으로 이장하였다.
그 뒤 1417년(태종 17) 경원부를 지금의 부령군 부거(富居)로 복귀하여 도호부로 승격시켰다가, 육진 개척으로 1434년(세종 16) 경원읍치를 회질가(會叱家 : 지금의 경원읍)로 옮긴 이듬해에 공성현(孔城縣)을 분리, 1437년 경흥군으로 이름을 짓고, 1443년 성을 넓혀 도호부로 승격시켰다가 1459년(세조 5) 읍치를 무안보로 이전하였다. 1586년(선조 19) 이순신(李舜臣)이 조산보만호 겸 녹둔도둔전관으로 부임, 여진 토벌에 큰 전공을 세웠다.
1921년 웅기가 개항되고, 다시 1931년 읍으로 승격함과 동시에 군청을 이곳으로 옮겼으며, 1934년에는 지난날의 신안면을 나진읍으로 하였다가 나진항이 대륙의 종단항으로 지정됨에 따라 이듬해 시로 승격하여 분리되었고, 1940년에는 탄광 개발 및 인조 석유 공장의 건설과 더불어 상하면이 아오지읍으로 승격하였다. 1945년 당시의 관내 읍면 수는 2개 읍 3개 면이며, 호수는 2만763호, 인구 9만7957명에 이르렀다.

## 인물
- 어석규(魚石珪) : 명나라 상서시랑(尙書侍郞)
- 어계복(魚繼福) : 어석규의 증손. 명나라 상란(喪亂)을 피하여 함경도 경흥(慶興)에 표착(漂着)하였다.
- 어진해(魚震海, 1690년 ∼ 1762년) : 조선 중기 무신. 자는 득서(得瑞), 본관은 경흥(慶興). 경흥 어씨(慶興 魚氏)의 시조인 어계복(魚繼福)의 아들이다. 1727년(영조 3) 무과(武科)에 급제하였고, 검모포진장(黔毛浦鎭將)으로 재직하고 있을 때, 굶주린 백성들을 잘 진휼하였다. 그 후 검모포만호(黔毛浦萬戶), 삼전도별장(三田渡別將), 영성진첨절제사(寧城鎭僉節制使), 인산진첨절제사(麟山鎭僉節制使), 충익위장(忠翊衛將), 동지중추부사(同知中樞府事) 등을 역임하였다.[1]
- 어관수(魚觀水, 1740년 ~ ?) : 조선 후기 무신.  첨사(僉使) 어진해의 아들. 정조(正祖) 8년(1784) 갑진(甲辰) 정시(庭試) 병과(丙科)로 무과에 급제하여 부사과(副司果)에 근무하였다.[2]
- 어효선 : 아동문학가
- 어용선 : 한국과학기술정보연구원 명예연구위원, 한국임상시험센터 대표이사

## 과거 급제자
경흥 어씨는 조선시대 무과 급제자 2명을 배출하였다.
무과
- 어진해(魚震海, 1690년 ∼ 1762년) 영조(英祖) 3년(1727) 정미(丁未) 증광시(增廣試) 병과(丙科) 2위
- 어관수(魚觀水, 1740년생) : 조선 정조(正祖) 8년(1784) 갑진(甲辰) 정시(庭試) 병과(丙科)

## 인구
대한민국 통계청 인구 조사에 의하면 경흥어씨는 1985년에는 13가구, 53명, 2000년에는 190가구, 542명이 있는 것으로 조사되었다.